# Shawn Springs
Shawn Springs (Williamsburg, 11 marzo 1975) è un ex giocatore di football americano statunitense che ha militato nel ruolo di cornerback nella National Football League (NFL). Fu scelto come terzo assoluto nel Draft NFL 1997 dai Seattle Seahawks. Al college ha giocato a football all’Università statale dell'Ohio.

## Carriera professionistica

### Seattle Seahawks
Springs fu scelto come terzo assoluto nel draft 1997 dai Seattle Seahawks. Partì come titolare dieci volte nella sua stagione da rookie, mettendo a segno un intercetto. La stagione successiva fu convocato per il Pro Bowl dopo aver disputato tutte le 16 partite come titolare e aver fatto registrare 76 tackle, 7 intercetti e 2 touchdown difensivi. Nelle due stagioni successive giocò come titolare tutte le gare di Seattle mettendo a segno rispettivamente 5 e 2 intercetti.

### Washington Redskins
Springs firmò come free agent il 4 marzo 2004 coi Washington Redskins. Nella sua prima stagione a Washington guidò la squadra in intercetti (5) e sack (6), diventando il primo cornerback della storia della NFL a guidare la propria squadra in entrambe le categorie. Nel 2005, Springs giocò per tutta l'annata con un infortunio alla gamba e fece registrare 50 tackle e un intercetto in 15 partite come titolare. La stagione successiva vide il giocatore in panchina per la maggior parte del campionato a causa degli infortuni, mentre i Redskins terminarono con un record di 5-11. Springs nel 2007 fece registrare 62 tackle e 4 intercetti, aiutando i Redskins a raggiungere i playoff.

### New England Patriots
Svincolato dai Redskins il 27 febbraio 2009, l'11 marzo Springs firmò un contratto triennale coi New England Patriots. Partì come titolare in quattro delle prime otto gare, ma a novembre saltò quattro partite per un infortunio al ginocchio. Tornò nelle ultime due gare della stagione regolare e nella partita di playoff contro i Baltimore Ravens. Terminò la stagione con un intercetto, 40 tackle e quattro passaggi deviati.
Il 18 maggio 2010 i Patriots svincolarono Springs.

## Palmarès
- Convocazioni al Pro Bowl: 1

1998
- Second-team All-Pro: 1

2004
- PFWA All-Rookie Team - 1997

## Statistiche
| Tackle     | 714 |
| Intercetti | 33  |
| Sack       | 8,5 |